# نفضية الجفاف

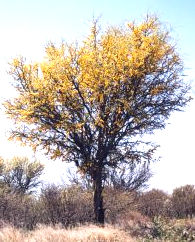

مصطلح النباتات نفضية الجفاف يشير إلى النباتات التي تسقط أوراقها أثناء موسم الجفاف أو فترات الجفاف، مثل مجتمع نباتات كاليفورنيا لأشجار المريمية المنخفضة الساحلية، أو أشجار غابات ليوارد هاويان (leeward Hawaiian) الجافة، والتي يطلق عليها اسم wiliwili (Erythrina sandwicensis). ويمكن أن تتعارض تلك النباتات مع النباتات التي تسقط أوراقها أثناء فترات البرودة.
1. ↑  
Borchert, Rolf. 1998. Responses of Tropical Trees to Rainfall Seasonality and its Long-Term Changes. Climatic Change 39(2-3) 381-393, DOI: 10.1023/A:1005383020063 .